# Rajania ekmanii
Rajania ekmanii är en enhjärtbladig växtart som beskrevs av Reinhard Gustav Paul Knuth. Rajania ekmanii ingår i släktet Rajania och familjen Dioscoreaceae.
Artens utbredningsområde är Kuba. Inga underarter finns listade i Catalogue of Life.